# Robert W. Bussard
Robert W. Bussard (11 août 1928 - 6 octobre 2007, Santa Fe) est un physicien américain qui s'est surtout fait connaître pour ses recherches dans le domaine de la production d'énergie par le biais de la fusion nucléaire et la propulsion nucléaire thermique pour les voyages spatiaux notamment en proposant en 1960 le concept du collecteur Bussard. Il était fellow de l'International Academy of Astronautics.